# مايك ماكماهان
مايك مكماهان (بالإنجليزية: Mike McMahan)‏ هو كاتب كوميدي أمريكي ومنتج تلفزيوني. وهو مبتكر البرنامج الرسوم المتحركة الكوميدي سولر اوبزيتيزس (مع جاستن رويلاند) وستار تريك: الطوابق السفلية.

## حياته مهنية
مايك مكماهان من مواليد شيكاغو، عمل لأول مرة في الإنتاج كمساعد في المدينة الثانية. من هناك، تم تعيينه من قبل سكوت رودين كمساعد إنتاج، وعمل في دراغون أو كثر وساوث بارك.
عمل مايك ككاتب ومنتج في ريك ومورتي. كان من أوائل الكتاب الذين تم تعيينهم في المسلسل، حيث التقى بالمبدع المشارك جاستن رويلاند أثناء عمله في القرن 20 فوكس للرسوم المتحركة. وصف مايك نفسه بأنه «رجل الخيال العلمي» للموظفين، وتم ترقيته إلى عارض للموسم الرابع من العرض، على الرغم من أنه غادر أثناء الإنتاج للعمل في مشاريع أخرى. في عام 2018، حصل على جائزة الذروة إيمي لأفضل برنامج رسوم متحركة عن عمله كمنتج مشرف في حلقة «ريك المخلل».
في 28 أغسطس 2018، أعلنت شركة هولو أنها طلبت فيلمًا كوميديًا للرسوم المتحركة سولر اوبزيتيزس أنشأه مايك وجستن رويلاند. عُرض المسلسل لأول مرة في 8 مايو 2020.

## روابط خارجية
- مايك ماكماهان في قاعدة بيانات الأفلام على الإنترنت